# Lugaut
Der Lugaut (französisch: Ruisseau de Lugaut) ist ein kleiner Fluss in Frankreich, der im Département Landes in der Region Nouvelle-Aquitaine verläuft. Er entspringt im Gemeindegebiet von Bourriot-Bergonce unter dem Namen Ruisseau de la Tauzie, entwässert generell Richtung Südsüdwest durch das gering besiedelte Waldgebiet Landes de Gascogne, ändert nochmals seinen Namen auf Ruisseau du Cabourrugue, bevor er seinen endgültigen Namen annimmt und mündet nach rund 15 Kilometern im Gemeindegebiet von Retjons als rechter Nebenfluss in den Estampon.

## Orte am Fluss
(Reihenfolge in Fließrichtung)
- Pessicot, Gemeinde Bourriot-Bergonce
- Violon, Gemeinde Bourriot-Bergonce
- La Tauzie, Gemeinde Bourriot-Bergonce
- Le Grand Cabourrugue, Gemeinde Bourriot-Bergonce
- Bourriot, Gemeinde Bourriot-Bergonce
- Le Petit Montluc, Gemeinde Retjons
- Petit Tauziède, Gemeinde Retjons

## Sehenswürdigkeiten
- Chapelle de Lugaut, ehemalige Kirche des Templerordens mit Ursprüngen aus dem 13. und 14. Jahrhundert am Flussufer in der Gemeinde Retjons – Monument historique[4]